# Karl Del'Haye
Karl "Kalle" Del'Haye (* 18. srpen 1955, Aachen) je bývalý německý fotbalista, který reprezentoval Západní Německo. Nastupoval povětšinou na postu záložníka.
Se západoněmeckou reprezentací vyhrál mistrovství Evropy 1980, na závěrečném turnaji nastoupil k jednomu zápasu.. V národním týmu odehrál 2 utkání.
S Borussií Mönchengladbach dvakrát vyhrál Pohár UEFA (1974/75, 1978/79).
Pětkrát se stal mistrem Německa, třikrát s Mönchengladbachem (1974/75, 1975/76, 1976/77), dvakrát s Bayernem Mnichov (1980/81, 1984/85). S Bayernem také získal dva německé poháry (1981/82, 1983/84).